# Akoeman
Akoeman est une commune du Cameroun située dans le département du Nyong-et-So'o et la région du Centre.

## Population
Lors du recensement de 2005, la commune comptait 5 397 habitants, dont 2 770 pour la ville d'Akoeman.

## Organisation

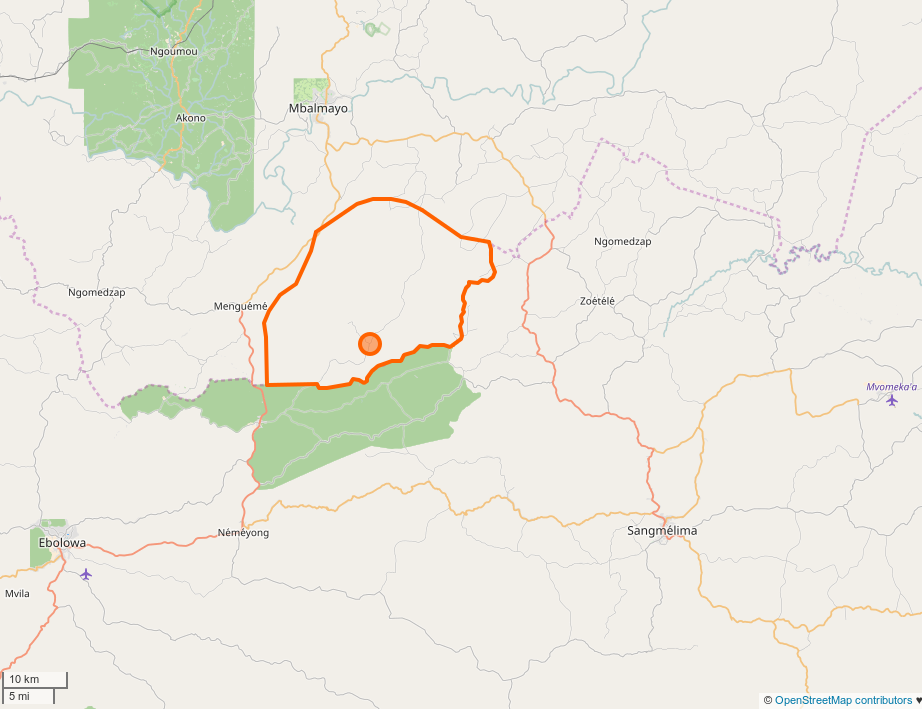

Outre Akoeman, la commune comprend les villages suivants :
- Manengombo
- Ngon
- Ngoumbou
- Nkolakoa
- Nkolmeyos
- Nyep
- Sep I
- Sep II
- Akoazole
- Akom
- Awaefalla
- Melen
- Bifindi